# Dimitar Brakalow

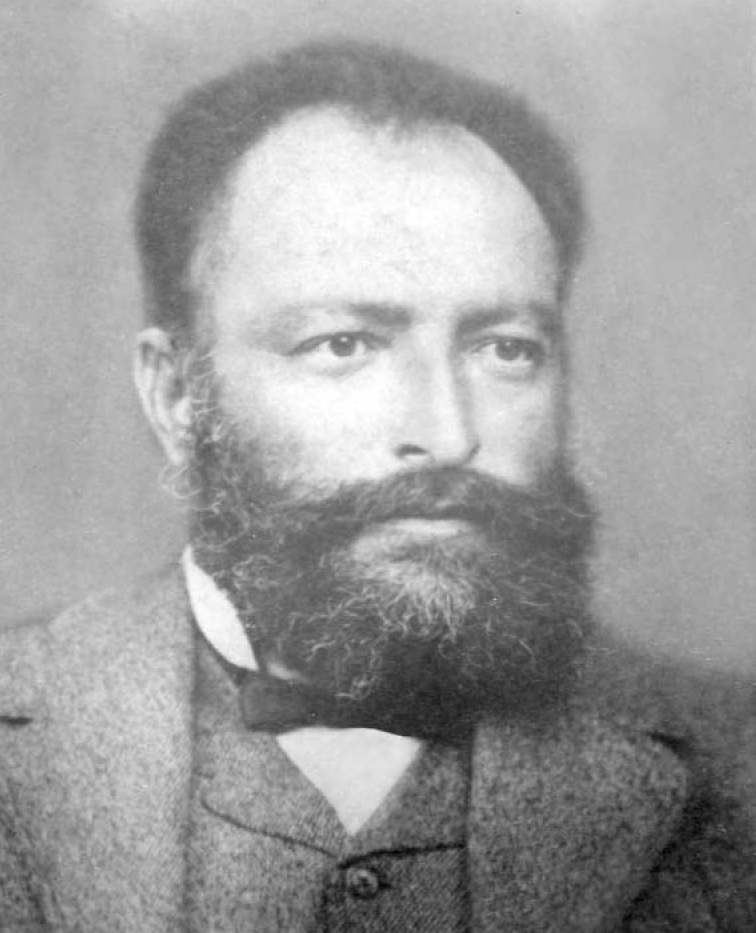
Dimitar Brakalow

Dimitar Todorow Brakalow (auch Dimitar Todorov Brakalov geschrieben, bulgarisch Димитър Тодоров Бракалов; * 10. Januar 1840 in Kalofer, damals Osmanisches Reich; † 14. Dezember 1903 in Burgas, Bulgarien) war ein bulgarischer Industrieller, Politiker, zweifacher Bürgermeister der Stadt Burgas, einer der Aktivisten der Bulgarischen Nationalen Wiedergeburt und am Kampf für eine unabhängige bulgarische Kirche beteiligt. Brakalow ist Absolvent der renommierten Kaiserlichen Galatasaray-Schule in Konstantinopel.